# Cochrane (ancienne circonscription fédérale)
Pour les articles homonymes, voir Cochrane.
Cochrane (aussi connue sous le nom de Cochrane-Nord et de Cochrane—Supérieur) fut une circonscription électorale fédérale de l'Ontario, représentée de 1935 à 1997.
La circonscription de Cochrane a été créée en 1933 avec des parties de Timiskaming-Nord. Abolie en 1976, elle fut redistribuée parmi Algoma, Cochrane-Nord, Timiskaming et Timmins—Chapleau.
Cochrane-Nord a été créée en 1976 d'une partie de Cochrane et de Thunder Bay. Renommée Cochrane en 1977, elle fut renommée Cochrane—Supérieur en 1981. Abolie en 1996, elle fut redistribuée parmi Algoma, Kenora—Rainy River, Thunder Bay—Nipigon, Timiskaming—Cochrane et Timmins—Baie James.

## Géographie
En 1933, la circonscription de Cochrane comprenait:
- La partie nord du district de Timiskaming
- La partie est du district de Cochrane
- Le district de Patricia

## Députés
1. 1935-1949 — Joseph-Arthur Bradette, PLC
2. 1949-1968 — Joseph-Anaclet Habel, PLC
3. 1968-1979 — Ralph W. Stewart, PLC
4. 1979-1988 — Keith Penner, PLC
5. 1988-1997 — Réginald Bélair, PLC

- PLC = Parti libéral du Canada